# Jens Ruchatz
Jens Ruchatz (* 1969 in Schopfheim) ist ein deutscher Medienwissenschaftler.

## Leben
Nach Abitur am  Theodor-Heuss-Gymnasium Schopfheim und Magisterstudium (1990–1996) in Theater-, Film- und Fernsehwissenschaft, Kunstgeschichte und Soziologie an der Universität zu Köln und an der Universität Paris III (Sorbonne Nouvelle) war er von 1996 bis 1998 wissenschaftlicher Mitarbeiter am Lehrstuhl für Geschichte und Theorie der Fotografie an der Universität Essen. Nach der Promotion 2002 an der Universität zu Köln war er von 2004 bis 2009 wissenschaftlicher Assistent am Institut für Theater- und Medienwissenschaft der Universität Erlangen-Nürnberg. Nach der  Habilitation 2012 (Lehrbefugnis für das Fach Medienwissenschaft) ist er seit 2012 Professor für Medienwissenschaft mit dem Schwerpunkt Audiovisuelle Transferprozesse an der Universität Marburg.
Seine Forschungsschwerpunkte sind Diskursgeschichte der Medien, Mediendifferenz und Medienvergleich, Medienreflexion im Film, Mediengeschichte der Individualität, Gattungsgeschichte des Interviews, Star und Celebrity, Theorie und Geschichte der Fotografie, Medien und Gedächtnis, Zeitlichkeiten der Serien, Theorie des Populären, Medien der Liebe, kulinarische Medien, insbesondere Foodfotografie und Kochbuch, Medialität der illustrierten Zeitschrift und Bildpraktiken in den Sozialen Medien.

## Schriften (Auswahl)
- Zur Kritik der Archäologie des Kinos. Siegen 1996, OCLC 982207496.
- Licht und Wahrheit. Eine Mediumgeschichte der fotografischen Projektion. München 2003, ISBN 3-7705-3792-0.
- mit Christian Filk: Frühe Film- und Mediensoziologie. Emilie Altenlohs Studie „Zur Soziologie des Kino“ von 1914. Siegen 2007, OCLC 160099243.
- Die Individualität der Celebrity. Eine Mediengeschichte des Interviews. Konstanz 2014, ISBN 3-86764-510-8.